# Ньютон, Хьюберт Энсон
Хьюберт Энсон Ньютон (англ. Hubert Anson Newton; 19 марта 1830 — 12 августа 1896) — американский астроном и математик, известный своим изучением метеоров.
Член Национальной академии наук США (1863), иностранный член Лондонского королевского общества (1892).

## Биография
Хьюберт Энсон Ньютон родился в городке Шерберн, штат Нью-Йорк. В 1850 году закончил Йельский университет со степенью бакалавра.
В 1855 году он был назначен профессором математики в Йеле. Изучение законов движения метеоров и комет, а так же их взаимосвязь было главной темой его исследований. Он попытался дополнить теорию, выдвинутую Денисоном Ольмстедом в 1833 году, заключающуюся в том, что метеоры некогда были частью тел, вращающихся вокруг Солнца по фиксированной орбите.
В 1861 году он руководил работой Коннектикутской академии искусств и наук по учету Августовских и Ноябрьских метеоров. Он стал всемирно известной личностью в области метеоров и комет. Ученый выиграл золотую медаль Смита от Национальной академии наук, был избран членом Королевского Астрономического общества в Лондоне, занимал пост президента Американской ассоциации по развитию науки, и был иностранным членом Королевского общества в Эдинбурге.
Многие из его статей о метеорах были опубликованы в научных журналах, таких как «Memoirs of the National Academy», «Journal of Science» и «American Journal of Science».